# Ivari Padar

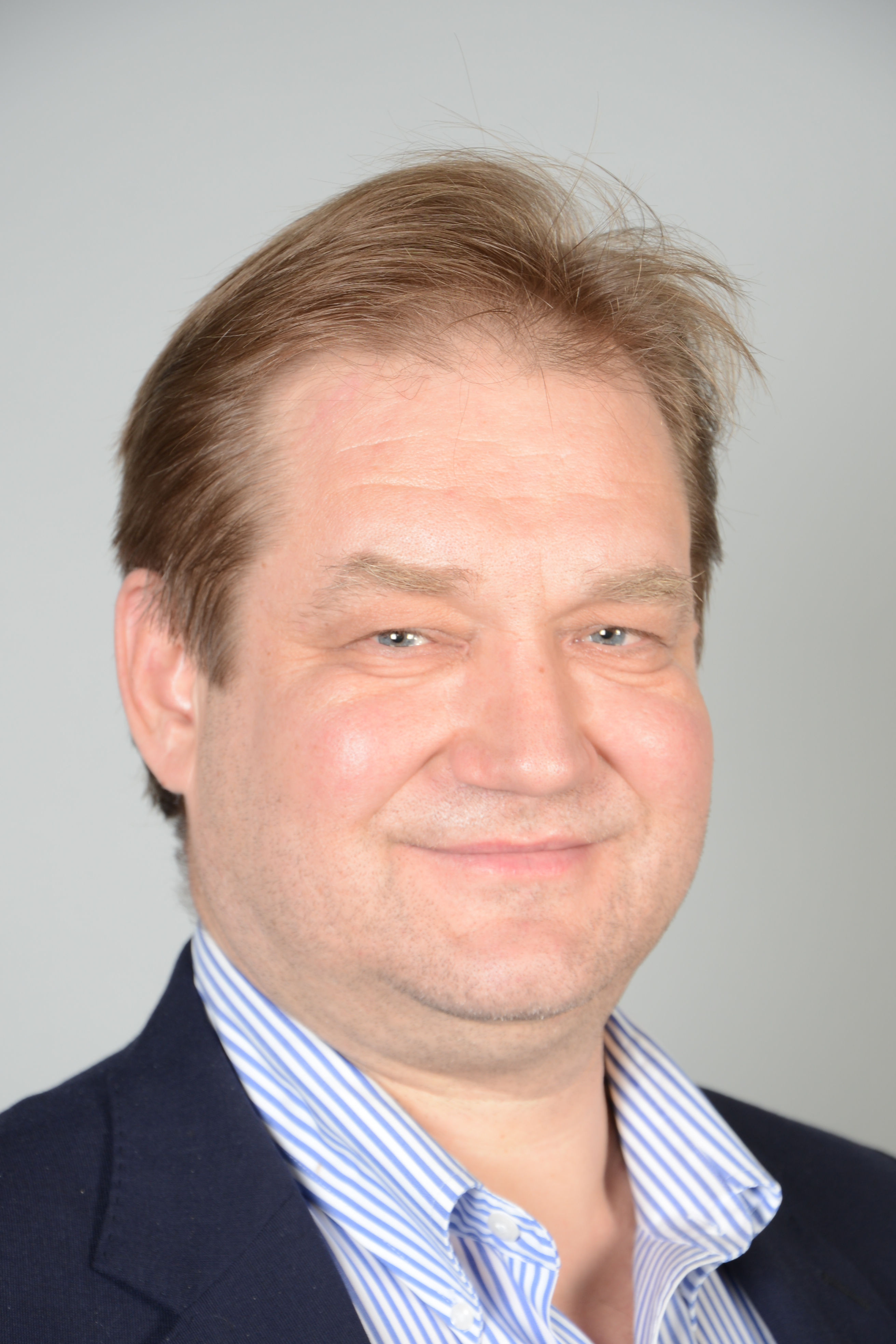
Ivari Padar

Ivari Padar (* 12. März 1965 im Dorf Navi, Estnische SSR) ist ein estnischer Politiker. Von 2002 bis 2009 war er Vorsitzender der Sozialdemokratischen Partei Estlands (SDE). Von April 2014 bis April 2015 war Padar im Kabinett von Ministerpräsident Taavi Rõivas Landwirtschaftsminister der Republik Estland.

## Frühe Jahre
Ivari Padar schloss 1984 seine Ausbildung am Industrietechnikum von Võru ab. Danach war er bis 1989 Landwirt und Tischler. 1991/92 arbeitete er als Grundschullehrer in Võru.
1993/94 bekleidete er das Amt des stellvertretenden Bürgermeisters von Võru. Danach war er 1994/95 Vorsitzender des Bauernverbands im Kreis Võru. Von 1995 bis 1997 war er persönlicher Referent des Staatssekretärs im estnischen Finanzministerium. 1995 schloss er sein Studium der Geschichte an der Philosophischen Fakultät der Universität Tartu ab.

## Politik
1999 trat Ivari Padar der Vorgängerpartei der heutigen Sozialdemokratischen Partei Estlands bei. Nach einer kurzen Tätigkeit in der Privatwirtschaft als leitender Direktor der Firma Hansatee Hulgi AS war Ivari Padar von 1999 bis 2002 Landwirtschaftsminister im Kabinett von Ministerpräsident Mart Laar.
In den Jahren 2002/03 war er Mitarbeiter der Firma AS Tallink Duty Free, bevor er 2003 als Abgeordneter ins estnische Parlament (Riigikogu) gewählt wurde. Von 2002 bis 2005 war er zudem Vorsitzender des Stadtrats von Võru.
Von Dezember 2002 bis März 2009 war Padar als Nachfolger von Toomas Hendrik Ilves Vorsitzender der Sozialdemokratischen Partei Estlands. Dem estnischen Parlament gehörte er bis 2007 als Abgeordneter an. In dieser Zeit war er u. a. Vorsitzender der sozialdemokratischen Fraktion.
Von 2007 bis 2009 war Padar im Kabinett von Ministerpräsident Andrus Ansip Finanzminister der Republik Estland. Nach dem Regierungsaustieg seiner Partei war er 2009 kurzzeitig Mitglied im estnischen Riigikogu. Bei den Europawahlen im selben Jahr wurde er als Abgeordneter der Sozialdemokraten ins Europaparlament gewählt.
2014 legte Ivari Padar sein Abgeordnetenmandat in Straßburg nieder. Vom 7. April 2014 bis 9. April 2015 war er in der sozialliberalen Koalitionsregierung von Ministerpräsident Taavi Rõivas estnischer Landwirtschaftsminister.
Nach der Parlamentswahl in Estland 2015 kehrte er als Abgeordneter in das estnische Parlament zurück. Ab dem 7. November 2017 gehörte er (nach dem Ausscheiden von Marju Lauristin) wieder dem Europaparlament an. Im April 2019 rückte für ihn Hannes Hanso nach.

## Privatleben
Ivari Padar ist verheiratet und hat eine Tochter und einen Sohn.